# Ocimum pyramidatum
Ocimum pyramidatum là một loài thực vật có hoa trong họ Hoa môi. Loài này được (A.J.Paton) A.J.Paton mô tả khoa học đầu tiên năm 1999.